# آنابلا اینکنتررا
آنابلا اینکُـنتـرِرا (ایتالیایی: Annabella Incontrera؛ زادهٔ ۱۱ ژوئن ۱۹۴۳) بازیگر اهل ایتالیا است.
از فیلم‌ها یا برنامه‌های تلویزیونی که وی در آن نقش داشته است، می‌توان به چشم طمع به همسایه طبقه پنجم نداشته باشید، پائولو بارکا، معلم مدرسه و برهنه‌گرای آخر هفته، در آخرین لحظه، با صدای لوپارا، شیطان عاشق، بسیار لذت‌بخش، کاملاً مرده، دورو، شب‌های داغ دون ژوان، دلیل آن قطره‌های عجیب خون روی بدن جنیفر چیست؟، بطن سیاه رتیل و سفر اشاره کرد.